# Spiegeleiqualle
Die Spiegeleiqualle (Cotylorhiza tuberculata) gehört zu den Wurzelmundquallen (Rhizostomeae). Sie lebt im Mittelmeer, hauptsächlich in der Hochsee (Pelagial), meist nur knapp unter der Wasseroberfläche. Sie kann sich aktiv fortbewegen und ist so relativ unabhängig von Meeresströmungen.

## Merkmale
Die Spiegeleiqualle hat einen weißlichen Schirm, mit einem Durchmesser von bis zu 35 Zentimetern, und eine gelbe, an den Dotter eines Spiegeleis erinnernde, Erhebung in der Mitte. Sie hat acht zentrale und viele kleine Arme, die in violetten knopfartigen Verdickungen enden.

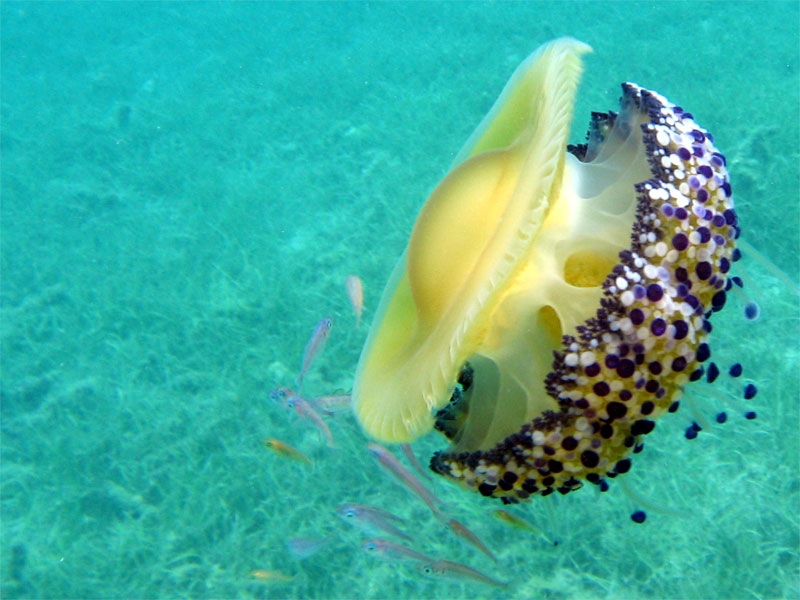
Seitenansicht einer Spiegeleiqualle mit begleitenden Fischen

Die Qualle wird von vielen kleinen Fischen begleitet, die in den Nesselfäden Schutz finden. Sie hat nur ein schwaches Nesselgift und ist für den Menschen harmlos.

## Fortpflanzung
Weibliche Spiegeleiquallen lassen kurz vor ihrem Tod viele Planulalarven frei. Diese sinken zu Boden und werden zu Polypen. Die 5 bis 10 Millimeter großen, 16 Tentakel tragenden Polypen schnüren im Frühjahr durch Knospung Ephyralarven ab, die im Laufe ihres Wachstums zu Medusen werden.